# AgVenture Lab

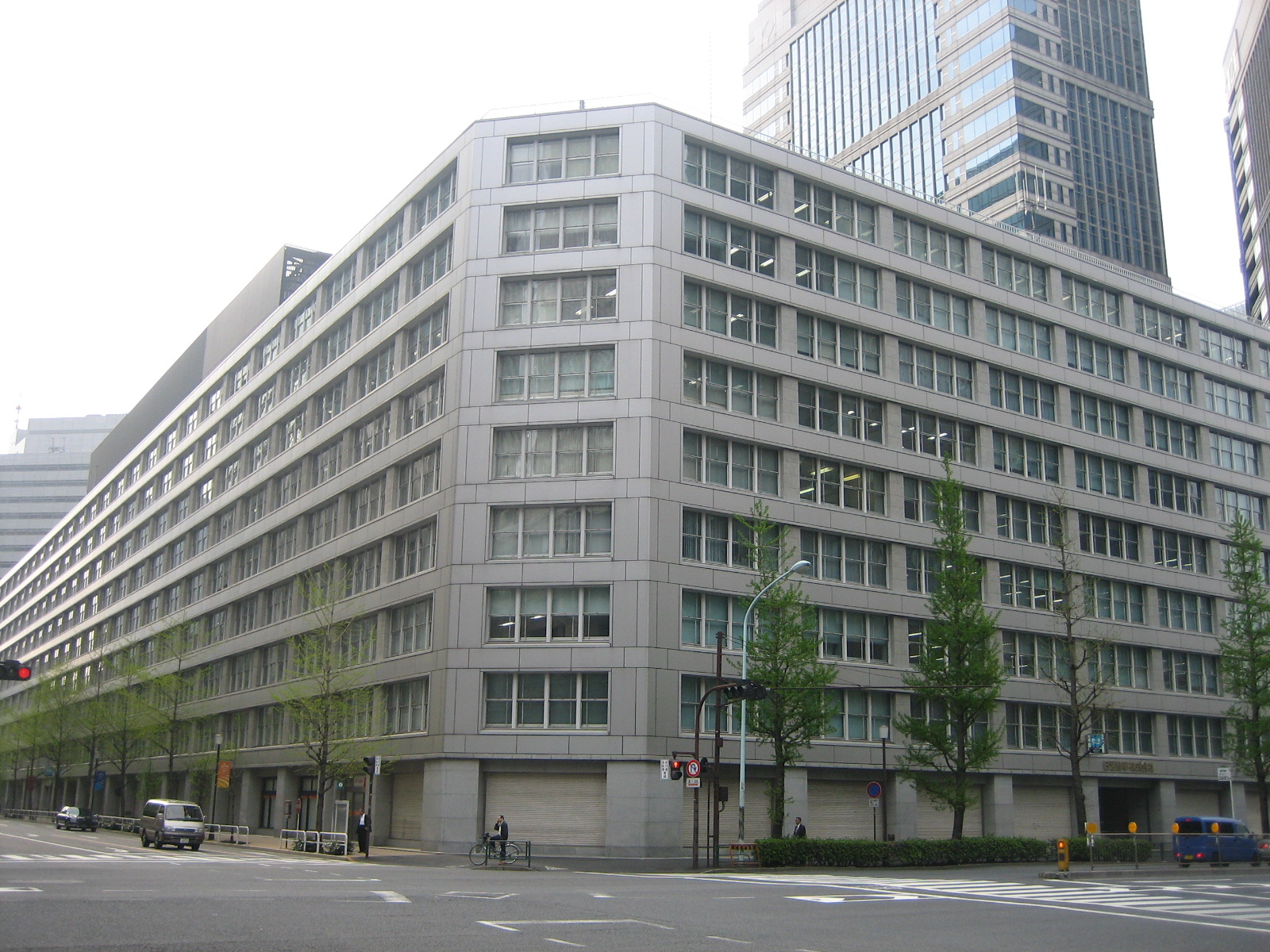
リノベーション前の大手町ビルヂング

一般社団法人AgVenture Lab（アグベンチャーラボ）は、日本のJAグループの全国組織が共同で設立したオープンイノベーションラボである。

## 概要
AgVenture Labは、JAグループの全国組織8団体（全国農業協同組合中央会、全国農業協同組合連合会、全国共済農業協同組合連合会、農林中央金庫、一般社団法人家の光協会、株式会社日本農業新聞、全国厚生農業協同組合連合会、株式会社農協観光）が共同して2019年5月27日に開設されたオープンイノベーションラボである。
東京大手町に拠点を置き、「次世代に残る農業を育て、地域のくらしに寄り添い、場所や人をつなぐ」をコンセプトとして、食・農業（Ag Tech、Food Tech）、くらし（Life Tech、Fin Tech）・地方創生など、JAグループが展開する分野と同じ領域で活動をしている。
AgVenture Labの活動の主な目的として
1. 「食と農業とくらし」の周りにある社会課題を解決するため、新しい技術・アイデアを持ちJAグループと協業する起業家を育成すること
2. JAグループが団結して社会への価値創造を提供していくこと
3. 起業家、取引先、行政、大学、など多様な人々と接してこれまでの常識や成功体験を脱ぎ捨て「変革へのマインド」を広めていくこと

の3つを掲げており、多方面からアプローチを行っている。
セミナーやイベントを多数開催しているが、リアル開催だけでなく、YouTubeチャンネル「あぐラボchannel」を通じたライブ配信に加え、セミナーやイベントをアーカイブで視聴できるように動画配信にも注力している。
また、スタートアップ企業やパートナー企業、大学、行政等と連携し、新たな事業創出、サービス開発、地域課題の解消などに取り組んでいる。

### JAアクセラレータープログラム
2019年より開始された当ラボが運営する「食・農・金融・くらしの未来を共創するオープンイノベーションプログラム」。
農林中央金庫、JA全農がスポンサーを務める。革新的なアイデアや技術を持つスタートアップ企業の成長を支援し、新ビジネス・サービス開発に繋げていくことを目的とする。プログラムに採択されたスタートアップ企業をJAグループ職員が半年間伴走者としてサポートし、JAグループのアセット等を活用した実証実験を通じて事業共創を行う。他にもメンタリングサポートや助成金支援、ワーキングスペースの提供、JAグループならではのネットワークの提供なども充実している。
公募型のJAアクセラレーターに加え、指名型プログラム「Plant＆Glow」も実施。

#### 第1期採択企業
- アクプランタ株式会社
- 株式会社アグロデザイン・スタジオ
- inaho株式会社
- ACMSコンソーシアム
- 株式会社OshidOri
- 株式会社おてつたび
- 株式会社みらいスクール

#### 第2期採択企業
- 株式会社シェアグリ
- 株式会社トルビズオン
- AGRIST株式会社
- テラスマイル株式会社
- 株式会社グリーンエース
- 株式会社CuboRex
- myProduct株式会社
- 株式会社Agrihub

#### 指名型プログラム Plant＆Glow採択企業
- 株式会社kikitori
- テラスマイル株式会社

#### 第3期採択企業
- EF Polymer Private Limited
- 株式会社エアロネクスト
- エンゲート株式会社
- KAERU株式会社
- 株式会社Ciamo
- 株式会社業務革新パートナーズ
- 株式会社地元カンパニー
- 東京ロボティクス株式会社
- 株式会社MISOVATION

#### 第4期採択企業
- 株式会社Agnavi
- 株式会社エコロギー
- 株式会社Engi
- クオンクロップ株式会社
- サグリ株式会社
- デイブレイク株式会社
- 株式会社TOWING
- 株式会社TOMUSHI
- 株式会社My Fit

#### 第5期採択企業
- 株式会社ベンナーズ
- 株式会社ミライ菜園
- ASTRA FOOD PLAN株式会社
- 株式会社RelieFood
- ケーディービーアイ株式会社
- mizuiro株式会社
- 株式会社フェイガー
- 株式会社TRINUS
- 輝翠TECH株式会社
- 株式会社AGE technologies

### ステークホルダーとの連携
JA全青協等の農業者組織や、農水省をはじめとする行政・地方自治体、全国各地のラボやパートナー企業、大学等と連携し、スタートアップ企業の共同支援や地域の発展に取り組んでいる。
また、行政運営の高度化に向けた事業受託等も行っている。

#### 主な受託事業
- 愛知県「あいち農業イノベーションプロジェクト」[10]
- 豊橋市「TOYOHASHI AGRI MEETUP」[11]

#### 連携協定締結先
- 全国農協青年組織協議会（2020年）[13]
- 一般財団法人こゆ地域づくり推進機構（2020年）[14]
- 公益財団法人とかち財団（2021年）[15]
- 群馬県（2022年）[16]
- 沖縄科学技術大学院大学（2022年）[17]
- 富山県（2022年）[18]

### 学生ビジネスプランコンテストの運営
2021年より、JAグループとして初となる、起業を目指す学生（高専・大学・大学院・専門学校生）チームを対象としたピッチコンテスト「JUMP」を開催。「食」、「農」、「金融」、「くらし」、「その他（SDGs等）」のテーマで既に起業または起業を目指す学生チームを募集。ファイナリスト全チームに事業拡大に向けたサポートを受ける権利、優秀賞には賞金が与えられる。
JUMP Vol.1優秀賞 。
- きゅうりトマトなすび"デジタルツイン温室によるスマート農業の核となるシステムの開発および提供"（東京大学大学院）
- MicroFarm"日本初 水稲直播栽培に適したバイオ肥料キットの製造と販売"（東京農工大学大学院）

JUMP Vol.2優秀賞。
- 地球化学研究室鉱泉を活用した海の環境と漁獲量向上事業（近畿大学）
- e-Combuもったいない昆布からつくる地球にやさしい飼料（小樽商科大学 他）
- 株式会社 LacuSシニア向け完全栄養食ブランド「ME TIME」（開志専門職大学）

### アプリ開発
アジャイル開発を実践する専門的なチームを擁しており、レシピアプリ「エプロンシェア」など、JAグループの様々なコンテンツを気軽に楽しめるモバイルアプリを自社エンジニアで開発。アジャイル教育やクラウド活用支援等のコンサルティングも実施している。

### CVC（コーポレート・ベンチャーキャピタル）
社会問題解決に挑む国内外スタートアップ企業の理念・取組みに共鳴し、農林中央金庫が運営する農林中金イノベーションファンドを通じて資金面・事業面双方からその成長を後押しする。

### その他（リサーチ業務、教育事業等）
シリコンバレーに拠点を置き、リサーチ業務を行っているほか、JAグループ全国組織の職員を対象とした新規事業双発型の人財育成プログラム等の教育事業も運営。
2022年9月、「フードロスを考える」をコンセプトに、食べごろを過ぎてしまったりんごや日本酒製造の副産物である酒粕を活用したオリジナルクラフトビール「異端児エール」を製造。